# کریستووام روبرتو ریبریو دا سیلوا
کریستووام روبرتو ریبریو دا سیلوا بازیکن فوتبال اهل برزیل است 